# Montia andina
Montia andina är en källörtsväxtart som beskrevs av Per Axel Rydberg. Montia andina ingår i släktet källörter, och familjen källörtsväxter. Inga underarter finns listade i Catalogue of Life.